# Berta Castells i Franco
Berta Castells i Franco (Torredembarra, 24 de gener del 1984) és una atleta catalana especialista en llançament de martell. Amb la selecció espanyola ha competit en tres Jocs Olímpics (Atenes 2004, Pekín 2008 i Londres 2012), cinc Campionats del Món (2003, 2005, 2007, 2009, 2011) i quatre d'Europa (2002, 2006, 2010, 2012).
Més enllà de la seva carrera esportiva, ha estudiat la diplomatura de Nutrició Humana i Dietètica i des de l'any 2009 exerceix com a dietista en un centre especialitzat. Des de 2023 és membre de l'equip de govern de l'Ajuntament de Torredembarra com a regidora d'esports.

## Carrera esportiva
Va començar a dedicar-se a l'atletisme als 12 anys, amb el que ha estat sempre el seu entrenador, José Luís Velasco. La seva millor marca personal va ser un llançament de 69,59 m., rècord estatal, que va fer a Manresa el 2012; també acumula onze rècords estatals en categoria absoluta, més els d'infantil, cadet, juvenil, júnior i sub-23. Va ser la primera llançadora de martell que participà en uns jocs olímpics enquadrada en la selecció espanyola.
El 17 de febrer del 2019 va aconseguir medalla d'or al Campionat de Catalunya de llançaments llargs d'hivern.

## Palmarès
Campionat de Catalunya
- Llançament de martell: 2001, 2004, 2006, 2007, 2008, 2010, 2012, 2013, 2014, 2016, 2017, 2018

Campionat d'Espanya
- Llançament de martell: 2003, 2004, 2005, 2006, 2007, 2008, 2009, 2010, 2011, 2012, 2013, 2014, 2016

## Trajectòria

### Progressió
(Millors llançaments a l'aire lliure)
Any per any:
- 2012. 69,59 Manresa
- 2011. 69.53 Málaga
- 2010. 69.36 Vila Real de S. António
- 2009. 68.06 Manresa
- 2008. 66,33 Leiria
- 2007. 68,66 València
- 2006. 67,99 Los Realejos
- 2005. 68,87 Sevilla
- 2004. 65,70 Barcelona
- 2003. 64,99 Barcelona
- 2002. 63,11 Mataró

## Clubs
- "Agrupació Atlètica Catalunya - UBAE" (2001?-03)
- "Unió Esportiva Torredembarra" (2004-2005)
- "València Terra i Mar" (2005-)

## Reconeixements
L'ajuntament de la seva població natal l'ha guardonada amb la "Medalla d'argent" de la vila (2008) i el títol de "Millor esportista de Torredembarra" (2004).